# Kirschkau
Kirschkau é um município da Alemanha localizado no distrito de Saale-Orla, estado de Turíngia.
Pertence ao Verwaltungsgemeinschaft de Seenplatte.

## Demografia
Evolução da população (31 de dezembro):
| - 1994 - 254 - 1995 - 261 - 1996 - 258 - 1997 - 264 | - 1998 - 258 - 1999 - 254 - 2000 - 249 - 2001 - 248 | - 2002 - 247 - 2003 - 244 |

 Fonte: Thüringer Landesamt für Statistik